# فناوری اطلاعات به عنوان یک سرویس
IT به عنوان یک سرویس (ITaaS) یک مدل عملیاتی است که در آن فناوری اطلاعات است. (IT) ارائه دهنده سرویس فناوری اطلاعات به یک کسب و کار است. ارائه دهنده سرویس فناوری اطلاعات می‌تواند یک سازمان فناوری اطلاعات داخلی یا یک شرکت خارجی خدمات فناوری اطلاعات باشد. دریافت کنندگان ITaaS می‌توانند یک خط کسب و کار (LOB) سازمان در یک شرکت یا یک کسب و کار کوچک و متوسط (SMB) باشند.

## ITaaS چیست؟
تکنولوژی اطلاعات به‌طور معمول به عنوان یک سرویس مدیریت شده با یک کاتالوگ خدمات IT و قیمت‌گذاری مرتبط با هر یک از موارد کاتالوگ ارائه می‌شود. در هسته آن، ITaaS یک مدل کسب و کار رقابتی است که در آن کسب و کارها گزینه‌های زیادی برای خدمات فناوری اطلاعات دارند و سازمان فناوری اطلاعات داخلی باید در برابر آن گزینه‌های خارجی دیگر رقابت کند تا به عنوان سرویس دهنده خدمات IT انتخاب شده برای کسب و کار باشد. گزینه‌هایی برای ارائه دهندگان غیر از سازمان داخلی فناوری اطلاعات ممکن است شرکت‌های فناوری اطلاعات برون سپاری و ارائه دهندگان خدمات ابر را شامل شود.
تحت یک مدل ItaaS، ارائه دهنده خدمات فناوری اطلاعات تأکید زیادی بر نیازها و نتایج مورد نیاز کسب و کار برای بهبود بهره‌وری کارمندان و بهبود خط خطی (درآمد) و خط پایین (سودآوری) خواهد داشت. چنین خدماتی تمرکز عمیق صنعت را به‌طور کامل، برای استفاده از موارد خاص صنعت فراهم می‌کند. مزایای کسب و کار مورد نظر با استفاده از مدل ITaaS عبارتند از استانداردسازی و ساده‌سازی محصولات ارائه شده توسط فناوری اطلاعات، بهبود شفافیت مالی و ارتباط مستقیم هزینه‌ها با مصرف، و افزایش بهره‌وری عملیات IT به دلیل نیاز به مقایسه قیمت محصولات داخلی به کسانی که از ارائه دهندگان خارجی موجود است. همچنین تبدیل یک سازمان فناوری اطلاعات داخلی از فعالیت به عنوان مرکز هزینه به یک مدل ITaaS، به نظر می‌رسد که سطح بالاتری از چابکی کسب و کار را برای شرکت به‌طور کلی تولید کند.

## یک مدل سرویس ابری نیست
یک با توجه به تعریف NIST در پردازش ابری، سه مدل سرویس در ارتباط با ابر رایانه وجود دارد: زیرساخت به عنوان سرویس (IaaS)، پلت فرم به عنوان یک سرویس (PaaS) و نرم‌افزار به عنوان یک سرویس (SaaS). مفهوم ITaaS به عنوان یک مدل عملیاتی، محدود به پردازش ابری یا وابسته به آن نیست. چندین طرفدار ITaaS به عنوان یک مدل عملیاتی اصرار دارند که توانایی یک سازمان فناوری اطلاعات برای ارائه ITaaS با استفاده از مدل‌های فناوری‌های پایه مانند IaaS, PaaS و SaaS برسانند. فروشندگانی که طرفدار مفهوم ITaaS به عنوان یک مدل عملیاتی هستند شامل EMC, Citrix و VMware می‌باشند.
ITaaS یک تغییر تکنولوژی نیست - مانند حرکت برای افزایش استفاده از مجازی سازی. بلکه این یک تغییر عملیاتی و سازمانی برای اجرای فناوری اطلاعات مانند یک کسب و کار و بهینه‌سازی موتور جستجو تولید فناوری اطلاعات برای مصرف تجارتی است. سازمان‌های IT که ITaaS را اتخاذ می‌کنند به احتمال زیاد از بهترین روش‌ها برای مدیریت خدمات IT به عنوان تعریف شده در کتابخانه زیرساخت فناوری اطلاعات استفاده می‌کنند.

## تبدیل به فناوری اطلاعات به عنوان یک سرویس
چندین فروشنده که طرفدار ITaaS هستند، انتقال یک سازمان فناوری اطلاعات را به مدل ITaaS به عنوان یک سفر توصیف می‌کنند که شامل پذیرش چنین مدل به عنوان:
- مدل‌های تکنولوژی جدید مبتنی بر استفاده خصوصی، عمومی و ابرهای ترکیبی؛ با استفاده از کنترل، اعتماد و انطباق بالا و پایین پشته؛ معرفی استانداردهای زیربنایی و اتوماسیون در هر کجا ممکن است.
- مدل‌های جدید مصرفی، با استفاده از کاتالوگ‌های خدمات خود ارائه خدمات داخلی و خارجی، ارائه شفافیت مالی به IT برای هزینه‌ها و قیمت‌گذاری؛ ارائه مصرفی IT مانند دستگاه خود (BYoD) برای پاسخگویی به نیازهای کاربران. همه این‌ها مصرف و خدمات را ساده و تشویق می‌کند.
- مدل‌های عملیاتی جدید که به یک سازمان اصلاح شده، با مهارت‌های تجاری و فنی و نقش‌های جدید؛ ایجاد افقی بیشتر، فرایندهای سرویس گرا؛ هماهنگی صریح IT با خطوط کسب و کار اشاره دارد.
- راه حل فناوری اطلاعات کسب و کار به عنوان یک فعالیت تجاری تکرار شده با یک نتیجه مشخص شده‌است، که در آن سرویس به عنوان یک واحد منطقی در خود عمل می‌کند، ممکن است از دیگر خدمات (رقص) تشکیل شده باشد، به‌طور کلی «جعبه سیاه» مصرف‌کنندگان معمولی است در حالی که برای رهبری بسیار شفاف است.